# Woman (Foxes)
Woman è un singolo della cantante britannica Foxes, pubblicato il 29 luglio 2020 come secondo estratto dal secondo EP Friends in the Corner EP.

## Tracce
1. Woman – 3:14